# 국민건강생활안전연구회
국민건강생활안전연구회(영어: National Academy of Health, Life and Safety, 약칭 NAHLS)는 대한민국의 민간 비영리 연구단체로, 비과학적인 건강정보와 막연한 위해 인식이 사회적으로 확산되는 현상을 방지하고자 2022년에 설립되었다.
최근 생활화학제품이나 식품, 화장품 등 일상 속 화학물질에 대한 불안이 증가하면서 ‘케모포비아(Chemophobia)’라는 사회적 현상이 대두되었고, 이에 따라 객관적이고 과학적인 정보 제공의 필요성이 커지고 있다. 연구회는 의학, 약학, 독성학, 미디어 등 다양한 분야의 전문가들이 참여하여, 케모포비아 관련 연구 및 국민 인식 개선 활동, 의학적·과학적 근거에 기반한 정보 전달, 그리고 정책 소통의 가교 역할 수행을 한다. 국민이 안심하고 생활할 수 있는 사회를 만드는 것을 목표로 하며, 이를 위해 과학 기반의 위험소통, 언론 보도 기준 마련, 정책 제언 등의 활동을 다각적으로 전개하고 있다.

## 주요활동
- 2022년
  - 5월 : 대한의사협회 국민건강보호위원회, 한국과학기자협회와 함께 언론의 생활화학물질 보도 기준 마련을 위한 보도준칙[1]을 제정하였다. 이 준칙은 위해성 보도 시 사실 확인, 전문가 인용, 과도한 불안 조장 방지 등의 원칙을 포함하며, 환경부·식약처와 함께 카드뉴스[2][3]를 제작, 배포하였다.
  - 12월 : 국회 환경노동위원회 소속 임이자 의원과 함께 ‘케모포비아 인식 및 화학물질 안전정책 개선[4]’ 포럼을 개최하였다. 서울대 유명순 교수팀의 국민 인식조사 결과와 함께, 언론과 학계 전문가들이 참여하여 과학 기반 위해소통의 방향을 논의하였다.
- 2023년
  - 5월 : 주한미국상공회의소(AMCHAM) 화학분과위원회가 주최한 Chemical Safety Policy and Risk Communications in the Age of Chemophobia[5] 세미나에 참여하였다. 연구회는 화학물질 안전에 대한 국민 불안과 정보 전달의 중요성을 주제로 발표하였다.
  - 11월 : 단국대학교 인체위해성평가연구소 워크숍에 참여하여 전자파, 저농도 화학물질의 건강 영향, 위해소통 정책 개선 방안 등을 주제로 학계, 산업계, 소비자단체 전문가들과 논의를 진행하였다.
  - 12월 : 전국 성인 2,046명을 대상으로 생활용품 속 화학물질에 대한 인식조사[6]를 실시하였다. 61.7%가 관련 정보의 필요성을 느끼고 있었으나 실제 정보 접근성은 낮은 것으로 나타났으며, 해당 내용은 단국대 심포지엄을 통해 공개되었다.
- 2024년
  - 7월 : 2017년 생리대 유해물질 논란 사례를 바탕으로, 케모포비아가 소비자 행동과 시장에 미친 경제적 영향[7][8]을 정량 분석하였다. 유기농·프리미엄 제품 수요의 증가 등 정보 비대칭에 따른 소비 변화가 확인되었다.
  - 9월 : AMCHAM 화학분과위 세미나 'Chemophobia: Unraveling Its Socio-economic Impact and Policy Implications[9]'에 참여하여, 케모포비아의 사회경제적 비용과 정책 대응 방향을 제시하였다.
  - 10월 : 아시아태평양 공중보건학회(APACPH)에서 공중보건 관점에서의 위해소통 중요성과 전략적 대응 방안을 발표하였다.
  - 12월 : 한국소비자원 및 대한화장품협회가 공동 주최한 '중소기업 안전관리 역량 강화[10]' 세미나에서 위기관리 프로토콜을 제안하고, 사전 대응과 정보전달 체계 정비의 중요성을 강조하였다.

## 참여전문가
- 최재욱 고려대학교 의과대학 교수
- 이무열 동국대학교 약학대학 교수
- 김규봉 단국대학교 약학대학 교수
- 조동찬 전 SBS 의학전문기자

1. ↑  기자, 이새봄. “환경·생활화학용품에 대한 국민 불안, 의·과학 기반 보도로 줄인다”. 2025년 7월 28일에 확인함.
2. ↑  “환경부 카드뉴스”.
3. ↑  “식약처 카드뉴스”.
4. ↑  이윤정. “'케모포비아 인식 및 화학물질 안전정책 개선을 위한 포럼' 열려”. 2025년 7월 28일에 확인함.
5. ↑  “[SOLD OUT] AMCHAM Chemical Committee Meeting”. 2025년 7월 28일에 확인함.
6. ↑  “생활용품 속 화학물질, 잘 몰라서 두렵다…“소비자들 정확한 정보 원해””.
7. ↑  홍우형, 이무열. “케모포비아의 경제적 효과 추정 - 생리대 유해물질 파동에 대한 사례분석 -”. 《재정정책논집 27권 2호》.
8. ↑  “생리대 불안감에…'울며겨자먹기' 구매비용 40% 늘렸다”.
9. ↑  “AMCHAM Chemical Committee Meeting”. 2025년 7월 28일에 확인함.
10. ↑  “화장품기업의 소비자 신뢰 첫 단추... ‘안전과 공정거래’ 어떻게?”.